# Beata fausta
Beata fausta är en spindelart som först beskrevs av George William Peckham och Elizabeth Maria Gifford Peckham 1901.  Beata fausta ingår i släktet Beata och familjen hoppspindlar. Inga underarter finns listade.